# Rob Dukes
Rob Dukes (Florida, 8 marzo 1968) è un cantante statunitense, frontman del gruppo thrash metal Exodus.

## Biografia
Figlio di genitori hippie, Rob crebbe ascoltando la musica di Jimi Hendrix, AC/DC, Black Sabbath e The Doors. Da ragazzino, incominciò a suonare la chitarra dopo aver ascoltato i The Clash e cercò di imparare a suonare Dee, pezzo strumentale eseguito da Randy Rhoads contenuto in Blizzard of Ozz di Ozzy Osbourne. Con il passare del tempo si avvicinò all'heavy metal di Iron Maiden e Judas Priest e al thrash e all'hardcore punk di Metallica, Anthrax e Misfits.
Dopo aver militato in vari gruppi minori, Dukes decise di lasciare New York per recarsi in California, stabilendosi a Hollywood lavorando come guitar tech per vari gruppi. Un giorno, Rob incontrò Jeff Hickey al Key Club. Hickey era un amico degli Exodus e lo invitò a fare il tecnico della chitarra per loro. Dopo la dipartita di Steve Souza, Dukes venne scelto come nuovo cantante del gruppo. Rientra nella band in pianta stabile nel 2025 dopo l’abbandono del 2014.